# 大塚博紀
大塚博紀（1892年6月1日—1982年1月29日）日本空手道大師，也是和道流的創始人。

## 早年生涯
大塚博紀出生於日本茨城縣的下館市，他是醫生大塚德次郎的兒子。1897年跟隨江橋長次郎學習為我流柔術，1905年又跟隨中山辰三郎，學習神道揚心流柔術。
1911年，大塚博紀在早稻田大學專門部商業學科學習的時候，開始接觸和練習各種流派的柔術。後來父親逝世，大塚博紀被迫輟學，成為川崎銀行的職員。大塚博紀希望成為一名全職的柔術師範，但未能說服自己的母親。

## 學習松濤館流空手道
1921年6月1日，大塚博紀獲得了神道揚心流柔術的「免許皆傳」。這意味著大塚博紀的柔術獲得了肯定，可以自由傳授這個流派的柔術。這也是第四位獲得神道揚心流柔術「免許皆傳」的人物。大塚博紀並沒有收徒弟，而是在1922年拜船越義珍為師，學習松濤館流空手道。大塚博紀成為船越義珍得意門生之一，接受了船越義珍一對一的指導。在這段時間裡，大塚博紀還與本部朝基、摩文仁賢和切磋武術，並且學習了琉球古武術。但後來由於在武道練習方法上與船越義珍產生分歧，大塚博紀和同門師兄弟小西康裕離開了松濤館。

## 創立和道流
1934年4月1日，大塚博紀在東京神田開設自己的道場——大日本空手道振興俱樂部。他將神道揚心流柔術融入松濤館流空手道之中，創立了和道流空手道，並成為全職的師範。1940年，和道流空手道在大日本武德會註冊。
1945年二戰結束之後，武道在日本遭到禁止，但數年之後禁令放寬。五十年代，大塚博紀舉辦了數次空手道比賽。1964年，大塚博紀的三名學生前往歐美傳播和道流空手道。

## 晚年
1966年4月29日榮獲勳五等雙光旭日章。1969年擔任全日本空手道聯盟副會長。1972年，國際武道聯盟總裁東久邇稔彥授予他空手道初代名人的稱號和十段段位。1978年在東京都練馬區設立和道流空手道聯盟本部道場。1982年1月29日在東京都練馬區三原台的自宅中死去，享年89歲。目前大塚博紀所創立的和道流空手道是世界空手道四大流派之一，在全球廣泛傳播。